# Nấm rễ cộng sinh
Nấm rễ cộng sinh (tên tiếng Anh: mycorrhiza, tên gốc tiếng Hy Lạp: μυκός mykós, "nấm" và ῥίζα rhiza, "rễ"; số nhiều mycorrhizae hoặc mycorrhizas) là một trạng thái cộng sinh giữa nấm và bộ rễ của các loài thực vật có mạch. Nấm rễ cộng sinh chỉ vai trò của nấm trong hệ thống bầu rễ của cây, hiện tượng cộng sinh này cũng đóng một vai trò quan trọng trong dinh dưỡng của thực vật, sinh học đất và hóa học đất.
Nấm sống trên các mô rễ của cây chủ, bao gồm cả nội bào đối với hệ nấm nội cộng sinh (arbuscular mycorrhizal fungi, viết tắt AMF hay AM), và ngoại bào với hệ nấm ngoại cộng sinh (ectomycorrhizal fungi). Hiện tượng này thường được coi là quan hệ hỗ sinh, tuy nhiên, ở một số loài và trong một số trường hợp cá biệt, nấm có thể trở thành mầm bệnh gây hại cho cây chủ.

## Cơ chế tác dụng của Nấm rễ cộng sinh (nấm rễ trong)
Sợi nấm của nấm rễ trong có thể định vị các chất dinh dưỡng trong đất nhanh hơn so với rễ và tạo thành các sợi nấm "hút" phân nhánh nhỏ trong chất mùn. Nó hấp thụ được dinh dưỡng ở dạng giống như rễ, nhưng hơn thế, sợi nấm có khả năng hấp thụ tốt hơn hơn khi phospho ở dạng ít tan.
Vì vậy, nấm rễ có thể tiếp cận với dạng dinh dưỡng mà thực vật không thể sử dụng trực tiếp, và các chất dinh dưỡng tách biệt với rễ cây. Do đó, cây chủ hấp thu tốt hơn các chất dinh dưỡng từ bên ngoài (đặc biệt là môi trường nghèo dinh dưỡng) nhờ liên kết với các sợi nấm và cung cấp cho sợi nấm những thức ăn cần thiết phục vụ cho quá trình quang hợp của chúng.

## Thành phần của Nấm rễ cộng sinh (nấm rễ trong)
Những con nấm cộng sinh có lợi có khả năng sinh khối sẽ phát triển trên giá thể khô có lợi cho cây trồng
Glomus intraradices, G. mosseae, G. aggregatum, G. Etunicatum

## Lợi ích của Nấm rễ cộng sinh (nấm rễ trong):
Giảm: khả năng ức chế do hạn hán, sốc khi chiết cành, thất thoát dinh dưỡng
Tăng: năng suất, khả năng đậu hoa và quả, khả năng tồn tại của cây
Thúc đẩy: phát triển hệ rễ, hấp thụ dinh dưỡng, và khả năng tự nuôi sống của cây trồng và cải thiện cấu trúc đất qua việc tạo ra các chất hữu cơ và chất keo